# عنكبوت صياد سداسي الأسنان
عنكبوت صياد سداسي الأسنان (الاسم العلمي: Eusparassus sexdentatus) هو نوع من العنكبوتيات يتبع جنس العنكبوت الصياد من فصيلة العناكب الصيادة.